# Зальца, Филипп фон
Филипп Венцеслав фон Зальца (швед. Philip Wenceslaus von Saltza, 3 марта 1885, Стокгольм, Швеция — 21 января 1980, Камден, Мэн, США) — американский художник-монументалист шведского происхождения.

## Биография
Филипп Венцеслав фон Зальца родился в Стокгольме, откуда его родители иммигрировали в Соединенные Штаты, в течение 1891 года. В возрасте 14 лет Филипп был зачислен в школу Хораса Манна в Нью-Йорке. В 1904 году он поступил в Колумбийский университет, который окончил в 1909 году по специальности горное дело.
После окончания университета Филипп фон Зальца продолжил свою карьеру инженера на шахтах в Орегоне и Колорадо. Во время Первой мировой войны Зальца служил в 306-м полевом артиллерийском полку и был захвачен немецкими войсками во время Мёз-Аргоннского наступления в сентябре 1918 года, оставаясь военнопленным до конца войны. После окончания войны Филипп стал профессиональным художником.
Во время Великой Депрессии Зальца написал несколько фресок в Почтовой службе США. Художественный критик Джей Макхейл описал их как «похожие на мелодии Гершвина». Они расположены в: Сент-Олбанс (Haying and Sugaring Off), Милфорд (Lumberman Log-Rolling), Шуйлер (Wild Horses by Moonlight) и Уильямстон (First Flight of the Wright Brothers at Kitty Hawk). Работая над последним, он переписывался с одним из братьев Райт. В 1939 году Филипп выставлялся на Всемирной выставке в Нью-Йорке. Подборка фотографий его работ находится в Архиве американского искусства в Вашингтоне.
В 1910 году Филипп фон Зальца женился на Кэтрин Уоррен Харденберг, а в 1922 году они развелись. В 1925 году он снова женился на Берте Джейн Миллер. Филипп являлся отцом пятерых детей.